# Kerstin Kassner
Kerstin Kassner (7 de janeiro de 1958) é uma política alemã. Nascida em Radebeul, Saxónia, ela representa a esquerda. Kerstin Kassner serve como membro do Bundestag do estado de Mecklenburg-Vorpommern desde 2013.

## Biografia
Kerstin Kassner cresceu na ilha de Rügen e aprendeu a ser empregada de mesa depois de terminar os estudos. Em 1981, ela tornou-se gerente de restaurante no serviço de férias da FDGB em Binz. Depois concluiu um curso de ensino à distância, que começou na Escola de Administração de Leipzig nessa época, como economista graduada na indústria de hotelaria e restaurantes. Depois disso, ela continuou a trabalhar em vários cargos para a FDGB-Feriendienst e administrou um hotel até 1991. Mais tarde, ela tornou-se independente e administrou a sua própria pensão em Putgarten de 1992 a 2018. De 2001 a 2011, ela foi administradora distrital do distrito de Rügen, no estado federal de Mecklemburgo-Pomerânia Ocidental. Ela tornou-se membro do bundestag após as eleições federais alemãs de 2013. É membro da Comissão do Turismo e da Comissão das Petições. No seu grupo parlamentar, Kassner é gerente parlamentar. Ela é também porta-voz da política de turismo e da política local. 